# Tiruvaca
Tiruvaca är ett släkte av fjärilar. Tiruvaca ingår i familjen nattflyn.
Kladogram enligt Catalogue of Life:
| Tiruvaca | \| \| Tiruvaca falcata \| \| \| \| \| \| Tiruvaca hollowayi \| \| \| \| \| \| Tiruvaca subcostalis \| \| \| \| |
|          | \| \| Tiruvaca falcata \| \| \| \| \| \| Tiruvaca hollowayi \| \| \| \| \| \| Tiruvaca subcostalis \| \| \| \| |
|          | Tiruvaca falcata                                                                                               |
|          | |
|          | Tiruvaca hollowayi                                                                                             |
|          | |
|          | Tiruvaca subcostalis                                                                                           |
|          | |